# Louis Legrand (pedagog)
Louis Legrand (ur. 1921, zm. 2015) – francuski pedagog, profesor uniwersytetu w Besançon. Interesował się głównie dydaktyką języka ojczystego oraz orientacją pracy w szkole. 